# Holacanthus africanus
Espèce
Statut de conservation UICN

 LC  : Préoccupation mineure
Holacanthus africanus est une espèce de poisson appartenant à la famille des Pomacanthidés.